# St. Klara (Zamdorf)

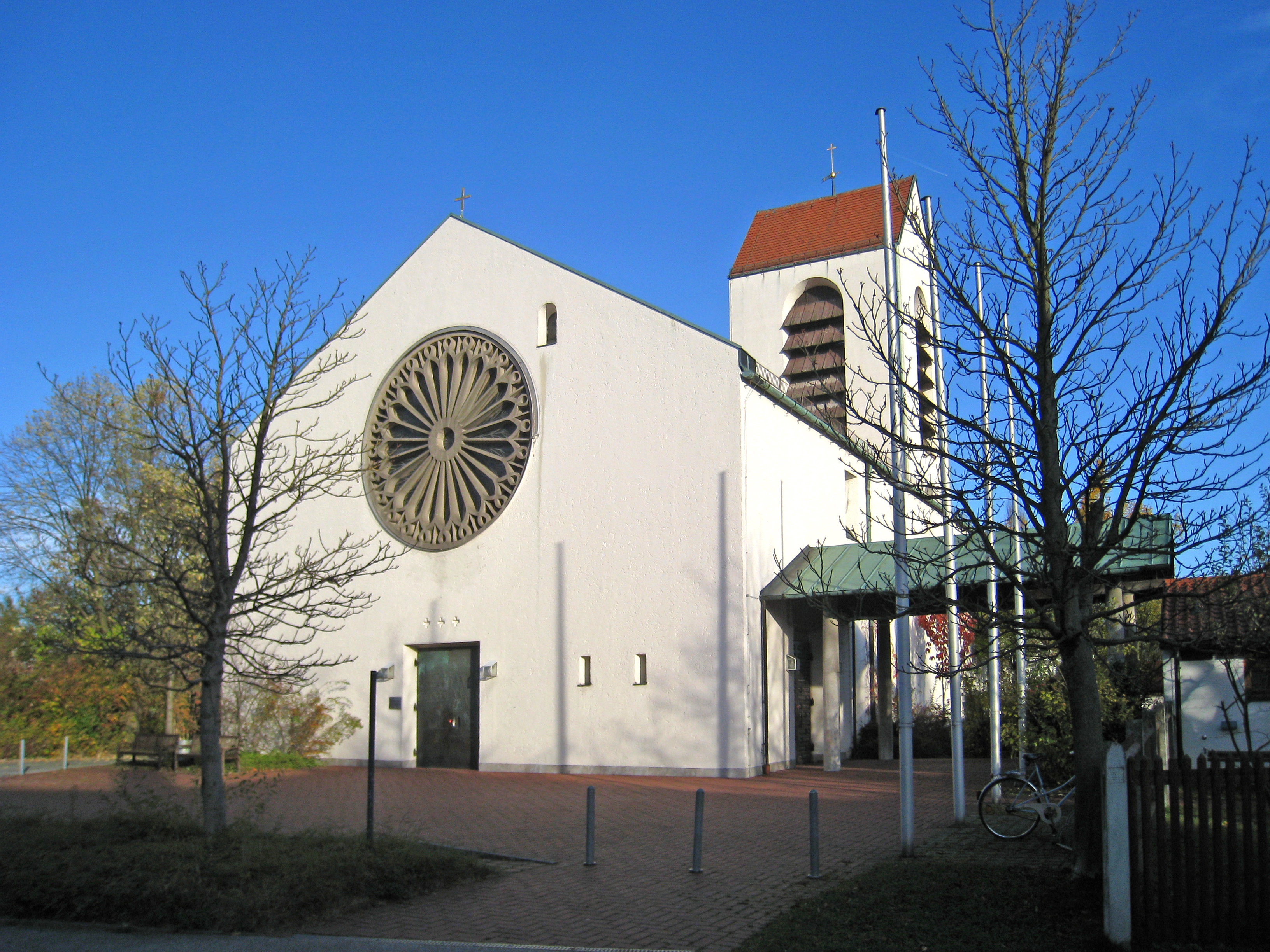
St.-Klara-Kirche

Die Pfarrkirche St. Klara ist eine von 1955 bis 1956 errichtete römisch-katholische Kirche im Münchener Stadtteil Zamdorf. Im Jahr 1962 wurde St. Klara zur Pfarrkirche erhoben. Seit 2008 bildet St. Klara mit St. Rita und St. Johann von Capistran den Pfarrverband Bogenhausen-Süd mit einer gemeinsamen Verwaltung. St. Klara wurde in einem schlichten Stil der Basilika Santa Chiara in Assisi nachempfunden und ist dem Patrozinium der heiligen Klara unterstellt. In der Kirche wurde 1984 die Franziskus-Kapelle eingeweiht. Darüber hinaus verfügt St. Klara über ein Pfarrheim, ein Pfarrhaus und einen eigenen Kindergarten.

## Geschichte

### Vorgeschichte
Anfang des 19. Jahrhunderts gehörten die Einwohner von Zamdorf der Pfarrei Baumkirchen an und besuchten die Kirche St. Veit auf dem Rasen, die bis zu ihrem Abriss im Jahr 1805 zwischen den Stadtteilen Zamdorf und Baumkirchen stand. Die Bewohner von Denning gingen in die Kirche St. Georg beziehungsweise in ihre Schutzengelkapelle zum Beten. 1923 übernahm die Pfarrei St. Georg die Seelsorge im Stadtrandgebiet des Münchner Ostens. Am 31. Oktober 1926 wurde zwei Kilometer von Zamdorf entfernt die Franziskaner-Pfarrei St. Gabriel errichtet, die die Kuratie der Zamdorfer von nun an übernahm. Mit dem Bau der Kolonialsiedlung stieg die Einwohnerzahl Zamdorfs in der Zeit des Nationalsozialismus rasch an. Von 1949 bis 1955 hielt der von der St.-Georg-Kirche entsandte Pater Harduin Brunner den Gottesdienst der Zamdorfer Katholiken in einer als Notkapelle eingerichteten großen Stube eines ehemaligen Bauernhauses an der Eggenfeldener Straße 51 ab, die bis zu 40 Menschen Platz bot. Damit konnte den Anwohnern der Fußmarsch zur St.-Gabriel-Kirche erspart werden.
Nach einer Grundstückspende der Familie Obermaier wurde Platz für eine neue Kirche an der Eggenfeldener Straße geschaffen. Die Kirche hätte an der Stelle, an der die Notkapelle stand, errichtet werden sollen. Das Grundstück wurde später jedoch getauscht, sodass die Kirche an der Friedrich-Eckart-Straße errichtet werden konnte. Damit kam man den Vorstellungen des Erzbischöflichen Ordinariats entgegen, die Kirche näher an der östlichen Siedlung Zamdorfs zu errichten. Im Jahr 1953 wurde der Bau der Seelsorgestelle St. Klara beschlossen.
Die Kirche wurde nach Plänen des Architekten Raimund Thoma errichtet. Die Grundsteinlegung erfolgte 1955. Am 12. August 1956 erfolgte die Einweihung durch den Weihbischof Johannes Neuhäusler, zum Festtag der heiligen Klara. Zugleich erfolgte die Abtrennung Zamdorfs von der Pfarrei St. Gabriel als Kuratie.

### Entwicklung unter Emil Chase und Günther Lipok

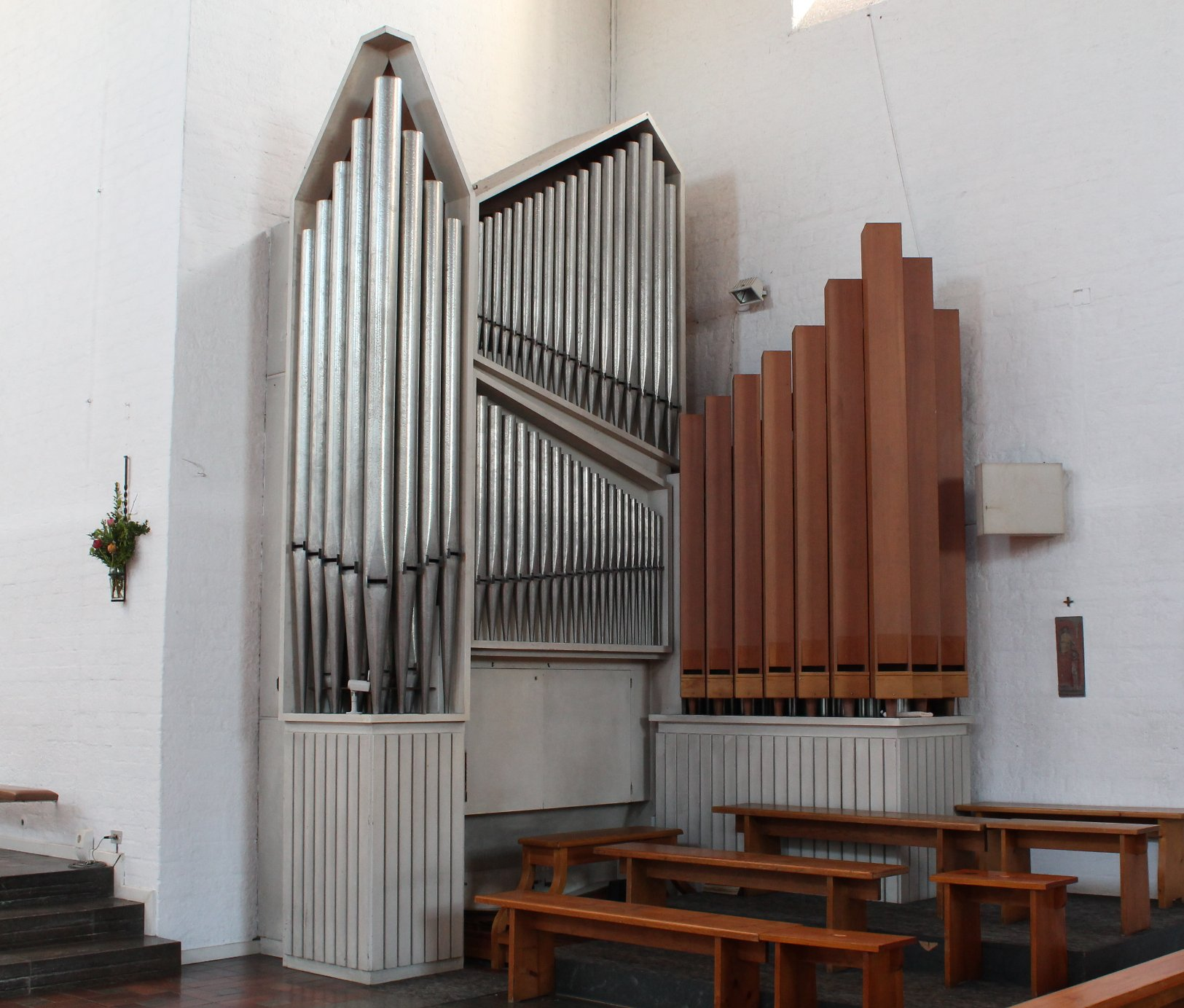
Die Stöberl-Orgel

Der erste Pfarrer der Kirche St. Klara war Emil Chase. Auf Initiative von Chase und mehreren Pfarrmitgliedern wurde 1961 der Kindergarten St. Klara eröffnet, der durch Prälat Oscar Jandel am 3. Juni 1962 gemeinsam mit dem Pfarrheim eingeweiht wurde. Nachdem St. Klara 1957 Kuratie geworden war, wurde das Gotteshaus am 11. Februar 1962 zur Pfarrkirche erhoben. Am 12. April 1964 wurde die Glockenweihe gefeiert und 1970 die Orgel von Wilhelm Stöberl mit 13 Registern auf zwei Manualen und Pedal fertiggestellt.
Chase war bis zu seinem Tod am 29. Juni 1981 der Pfarrer von St. Klara. Danach erhielt die Pfarrei keinen hauptamtlichen Pfarrer mehr. Am 1. April 1982 wurde Günther Lipok durch Weihbischof Ernst Tewes zum nebenamtlichen Seelsorger von St. Klara berufen. Er arbeitete hauptberuflich als Gymnasiallehrer weiter. Da an Werktagen der Gottesdienst nur schwach besucht wurde, strebte Lipok an, einen kleineren Gebets- und Meditationsraum zu schaffen. Ein solcher wurde am 8. März 1984 durch Tewes als Franziskus-Kapelle eingeweiht. Für die Ausgestaltung der Kapelle kam die Gemeinde selbst auf.
Im Jahr 1983 wurde St. Klara auch als ökumenische Bewegung aktiv. Bis 1987 gab es einen Besuchsdienst für neu in das Pfarrgebiet hinzugezogene Anwohner. Seit 1984 gibt es gegenseitige Einladungen zwischen den Nachbargemeinden St. Klara und der in Denning gelegenen evangelischen Immanuelkirche. Später wurden die Einladungen auch auf die Kirchen St. Emmeram in Englschalking und St. Rita im Stadtteil Bogenhausen erweitert. 1986 wurde ein monatliches, ökumenisches Friedensgebet, das spätere Abendgebet, in der Kirche St. Klara eingeführt.
Am 27. Juli 1986 wurde angeregt, das Pfarrzentrum neu zu bauen. Bis zum folgenden Jahr wurde endgültig der Abbruch des alten Pfarrheims beschlossen. Durch eine Entscheidung des erzbischöflichen Ordinariates wurde bis 1994 ein Pfarrzentrum mitsamt einem eigenständigen, neuen Pfarrheims gebaut und um ein separates Gebäude für den Kindergarten erweitert. Dies wurde auch durch Spenden von Privatpersonen, die an den Verein zur Erhaltung und Förderung des Gemeindezentrums St. Klara München – Zamdorf e.V. gegangen sind, ermöglicht. Die Grundsteinlegung für das neue Pfarrzentrum erfolgte am 11. Juni 1991 durch Prälat Friedrich Fahr, das Richtfest wurde am 24. Oktober 1991 gefeiert. Am 3. März 1993 war die Grundsteinlegung für einen neuen Kindergarten durch Prälat Ludwig Penger.
Sowohl das Pfarrheim als auch der Kindergarten wurden durch die Architekten Georg und Katrin Küttinger errichtet. Am 18. April 1994 wurde der neue Kindergarten bezogen. Dieser wurde zusammen mit dem Pfarrheim am 17. Juli 1994 durch Prälat Robert Simon eingeweiht. Nach der Fertigstellung wurde eine Schutzmauer zwischen der Anlage und der Friedrich-Eckart-Straße errichtet. Lipok erhielt später wegen seiner Tätigkeiten in St. Klara den kirchlichen Ehrentitel Monsignore. Am 30. August 2006, knapp 25 Jahre, nachdem Lipok mit der Tätigkeit als Pfarrer in der Kirche St. Klara begonnen hatte, ging er in den Ruhestand.

### Pfarrverband Bogenhausen-Süd
Im September 2000 veröffentlichte das Ordinariat von München und Freising den Stellenplan 2010. Dieser sah den dann im Herbst 2008 realisierten Plan vor, St. Klara mit den Kirchen St. Rita und St. Johann von Capistran zum Pfarrverband Bogenhausen-Süd zusammenzuführen. Der Pfarrverband wurde nach dem Stadtbezirk Bogenhausen benannt, in dem sich die Kirchen befinden. Nachdem Lipok in Pension gegangen war, übernahm Pater Lutz Hübner das Amt des Pfarrers für St. Klara, der wegen eines Konflikts mit dem Ordinariat jedoch nur temporär eingestellt wurde. Als angekündigt wurde, dass Hübner entlassen wird, kam es zu Protesten. Dennoch wurde er durch den Pfarrer Alois Ebersberger ersetzt, der den Pfarrverband Bogenhausen-Süd ab dem 1. September 2008 betreute, nachdem er zuvor 15 Jahre in Oberschleißheim Pfarrer war. Am 29. September 2019 wurde er im Rahmen eines Gottesdienstes in St. Johann von Capistran verabschiedet. Von 1. Oktober 2019 bis April 2024 wirke Czeslaw Lukasz im Pfarrverband – im Mai 2024 hat Pfarrer Markus Bittner die Leitung des Pfarrverbandes  kommissarisch übernommen. Am 29. September 2024 wurde er im Rahmen eines feierlichen Gottesdienstes in der Kirche St. Klara offiziell in sein neues Amt, als Leiter des Pfarrverbandes Bogenhausen-Süd, eingeführt.

## Beschreibung

### Lage
Die Kirche steht an der Friedrich-Eckart-Straße 9 in der Kolonialsiedlung in Zamdorf. Sie wurde ursprünglich inmitten von Feldern und Wiesen errichtet, die inzwischen stark bebaut wurden. Während die Kirche die Anschrift der östlich angrenzenden Straße trägt, befindet sich das Pfarrheim an der Bennigsenstraße 6, die westlich der Kirche ist. Um die Kirche herum stehen die Häuser der Kolonialsiedlung. Etwa 350 Meter südlich der Kirche befindet sich die Bundesautobahn 94 und circa 500 Meter südlich das SV-Hochhaus. Einen halben Kilometer östlich der Kirche befindet sich der Zamilapark. In der gleichen Entfernung zur Kirche befindet sich im Norden der Stadtteil Denning und im Westen Steinhausen.

### Kirche

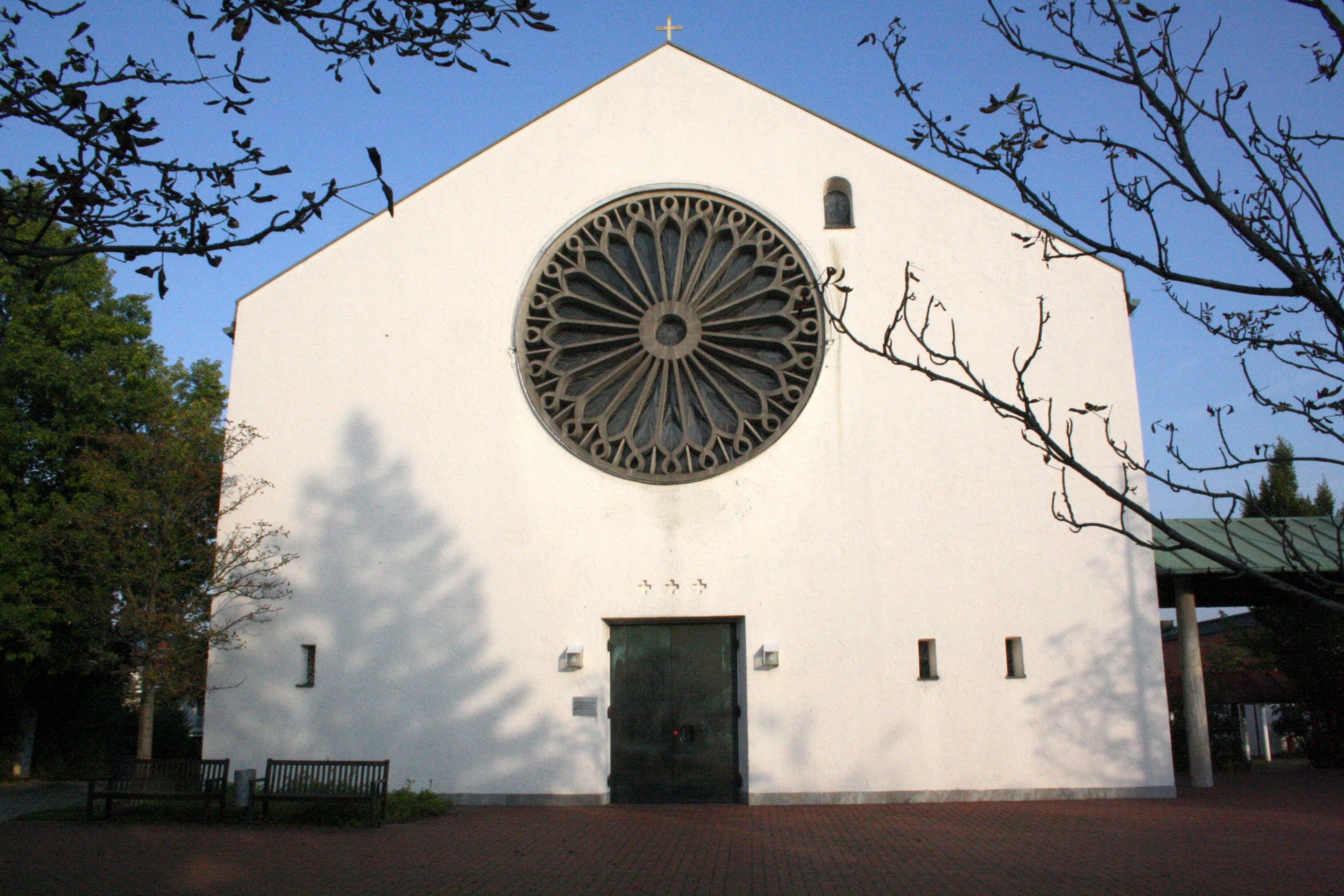
Rosettenfenster von St. Klara über dem Hintereingang

Das Gebäude wurde in einem schlichten Stil nach einer franziskanischen Formsprache errichtet und ist der Basilika Santa Chiara im italienischen Assisi nachempfunden. Der Nachkriegsbau befremdet gemäß Gertrud Burckhardt in seiner Schlichtheit zahlreiche Kirchenbesucher. Auf der Rückseite des Gebäudes befindet sich über dem Eingang ein Rosettenfenster. Es erinnert an eine gotische Kirche sowie an Kirchen in Assisi und füllt am späten Nachmittag den Kirchenraum mit Licht. An der Decke befindet sich ein offener Dachstuhl aus Holz.
Über dem Hochaltar hängt ein großer, von Alfred Schöpffe gestalteter Wandteppich, der Jesus Christus auferstanden und jugendlich mit weit ausgebreiteten Armen zeigt. Unter ihm stehen die fünf klugen Jungfrauen, die Christus entgegenblicken. Die auf dem Bild leicht abgesetzte Jungfrau stellt Klara dar. Schöpffe ist zudem für den Seitenaltar mit einem Tabernakel verantwortlich. ,Auch die Türen eine Pietà, die rechts vom Anbetungskreuz hängt, sowie ein Auferstehungsgemälde an der Kirchenrückwand, schuf Schöpffe. Neben dem Tabernakel steht der von Franz Brunnhuber geschaffene Ewig-Licht-Engel, der eine runde Scheibe in der Hand hält.
Mit einer durch Ferdinand Filler geschaffenen Prozessionsstange, die sich zwischen dem Seitenaltar und dem Ambo befindet, wird auf ein Ereignis aus dem Leben der heiligen Klara Bezug genommen, in dem sie den Sarazenen mit einer Monstranz entgegentrat. Die Sarazenen wollten in ihr Kloster eindringen und es plündern; durch Klaras Einschreiten konnte dies verhindert werden. Im hinteren Teil der Kirche befindet sich eine zweite, von Filler geschaffene Prozessionsstange, die den heiligen Franziskus zeigt, der auf sich einen zum Leuchter umgearbeiteten Baumstamm hingestellt hat. In einem aus einem Apfelbaumstamm geschnitzten Opferstock von Anton Span im Mittelgang wird eine Szene gezeigt, in der Franziskus das Kloster San Damiano wiedererrichtet. Span schnitzte auch das rechts neben dem Ambo befindliche Vortragskreuz, das später in Metall gegossen wurde. Auf der Vorderseite sind Sonne, Mond und Sterne abgebildet. Auf der Rückseite sind die vier Symbole der Evangelisten dargestellt. Zudem fertigte er die am rechten Seiteneingang befindliche Klara-Figur an, die aus Olivenholz gefertigt wurde, das aus Assisi stammt.
Auf der gegenüberliegenden Seite des Tabernakels hängen die 14 von Franz Brunnhuber aus Terrakotta geschaffene Kreuzweg-Tafeln. In einer Nische im hinteren Teil der Kirche ist der durch Hans Vogel gefertigte Taufstein vorzufinden. Neben dem Kreuz steht in der Regel über den Opferkerzenständern eine Marienfigur, die aus der Schutzengelkapelle St. Georg in Denning stammt, einer ehemaligen Filialkirche der Pfarrei Bogenhausen an der alten Daglfinger Straße, die im Zweiten Weltkrieg zerstört wurde. Die vermutlich aus dem 15. oder 16. Jahrhundert stammende Marienfigur war restauriert worden, bevor sie nach St. Klara kam. Jährlich im Mai wird die Figur in den Altarraum verlegt. Auch eine Figur, die den auferstandenen Christus darstellt, wurde von der zerstörten Kapelle an der alten Daglfinger Straße übernommen.
Im gedrungenen Turm mit seinen wuchtigen Schallläden hängt ein für diese Dimensionen verhältnismäßig bescheidenes Geläute in Schlagtonfolge e1 – fis1 – a1, welches mit dem der gerade einmal knapp 1.000 Meter Luftlinie entfernten Kirche St. Johannes von Capistran identisch ist.

### Franziskus-Kapelle
Die Franziskus-Kapelle wurde im früheren Kohlenkeller und Abstellraum der Hauptkirche unter dem Presbyterium im Turmbereich eingerichtet. Hinter dem Altar steht das Franziskuskreuz, das einen triumphierenden Jesus zeigt. Es ist eine Replik des originalen Franziskuskreuzes, die sich in der Basilika Santa Chiara befindet. Links vom Eingang steht eine Kopie des ältesten, noch zu Lebzeiten entstandenen Bildes von Franziskus. Daneben befindet sich ein weiteres Werk, das von Alfred Schöpffe geschaffen wurde. Auf dem Bild werden Ausschnitte aus dem Leben von Klara gezeigt. Ein Abbild der Maria wurde rechts neben dem Tabernakel aufgestellt. Der Tabernakel wurde, wie die Plastik Ewiges Licht und ein Weihwasserkessel, der an die Taufe von Jesus im Jordan erinnert, von Max Faller geschaffen. Er fertigte auch den Brunnen im Hof von St. Klara an. Die Kapelle verfügt über zwei Glasfenster, die von Helmut Kästle geschaffen wurden. Sie zeigen Klara und Franziskus.

### Pfarrhaus, Pfarrheim, Kindergarten und Hof

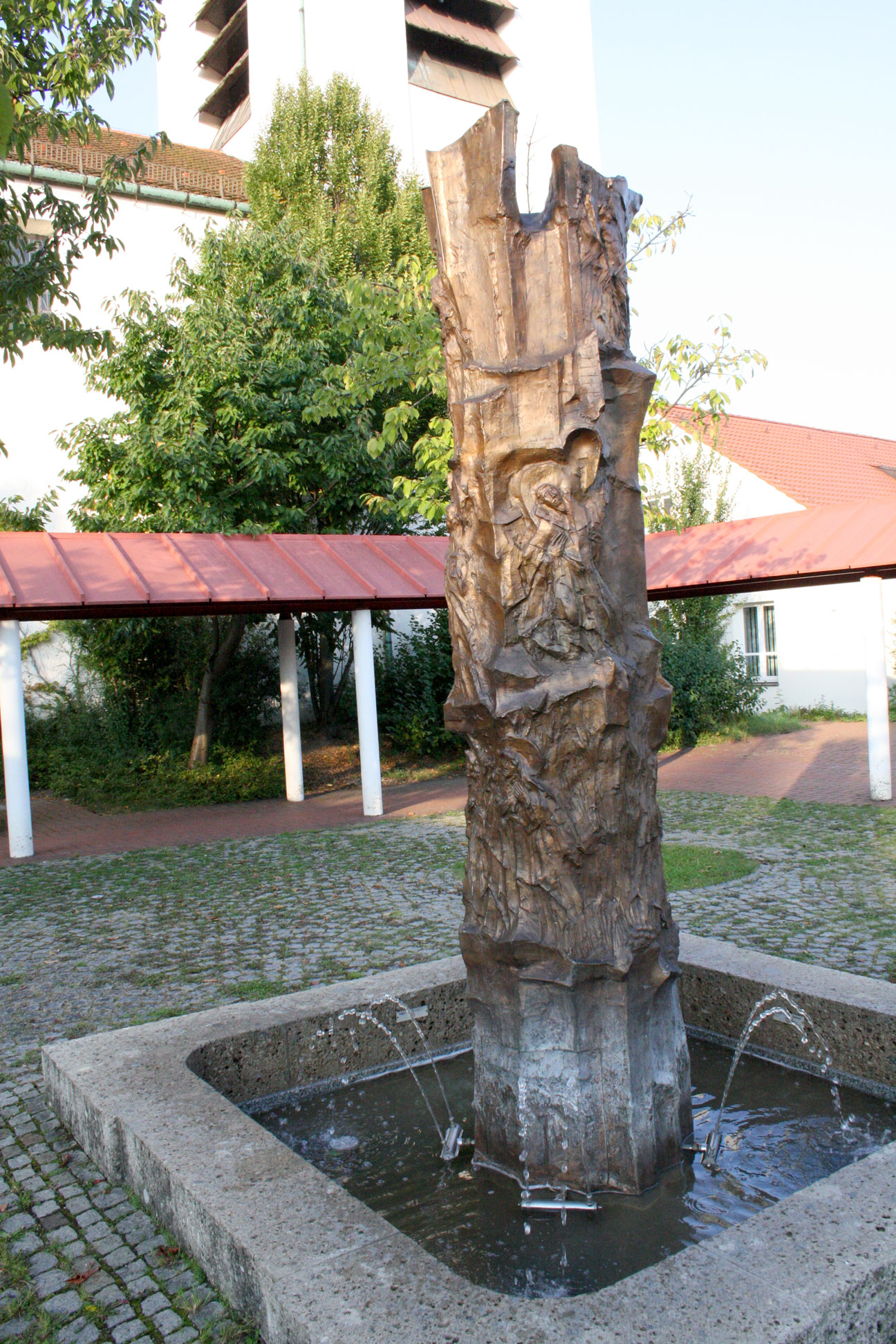
Der Brunnen mit Bronzesäule im Innenhof

Das Pfarrheim war ursprünglich in demselben Gebäude wie der Kindergarten. Das Gebäude wurde in drei Teilen gebaut, wobei zwei Teile zum Kindergarten und ein Teil zum Pfarrheim gehörten. Kindergarten und Pfarrheim waren durch eine Glastür getrennt; Eingänge gab zu beiden Gebäudeteilen. 1994 zog der Kindergarten in ein neu errichtetes, dreiteiliges Gebäude wenige Meter südlich vom Pfarrheim um. Durch die Erweiterungsbauten besteht St. Klara nicht nur aus einer Kirche, sondern verfügt südöstlich der Kirche über ein Pfarrheim und südwestlich vom Pfarrheim über einen eigenen Kindergarten. Auch ein Pfarrhaus gibt es bei der Kirche St. Klara.
Inmitten des Areals befindet sich ein atriumhafter Innenhof, der aus der Kirche, dem Pfarrhaus, dem Kindergarten und dem Pfarrheim gebildet wird. In der Mitte des Hofes steht der durch den Bildhauer Max Faller geschaffene Klara-Brunnen. Im Brunnenbecken steht eine Bronzesäule, die von der Firma Alois Reitmaier gegossen wurde. In der Säule selbst sind sieben verschiedene Szenen mit dem Heiligen Franziskus und der Heiligen Klara eingearbeitet. Der Brunnen verfügt über acht Strahlen, aus denen Wasser in das Steinbecken gelangen kann.

## Nutzung und Vereine
Das gesamte Areal der Kirche St. Klara wird für unterschiedliche Zwecke genutzt. Neben verschiedenen Gottesdiensten gibt es von Anfang an einen Kirchenchor sowie einen Kinder- und Jugendchor.
Die 1962 errichteten Pfarrheim und Kindergarten werden seither zu den entsprechenden Zwecken genutzt. Seit 1987 gibt es auch eine Krabbelgruppe. Ferner sind dort seit 1956 Jugendgruppen und wenig später auch Seniorengruppen aktiv.
Seit Oktober 1986 engagiert sich die Pfarrei mit dem überwiegend durch Jugendliche getragenen 3. Welt-Kist’l wohltätig für Länder der Dritten Welt. Der Verein wurde in einer Zeit gegründet, in der in der Öffentlichkeit auf fairen Handel Wert gelegt wurde. Im November 1990 wurde der Verein beim Amtsgericht München eingetragen. Nachdem zu Beginn der 2000er Jahre die Spenden stark zurückgingen, löste sich der Verein 2003 auf und wurde von der Kirchenverwaltung übernommen. Auch ein Sozialförderverein ist in der Pfarrei St. Klara seit 1986 tätig, wie auch ein Bauförderverein, der 1989 gegründet wurde und sich zur Erhaltung und Förderung des Gemeindezentrums St. Klara einsetzt. Am 31. März 1998 wurde der Bauförderverein in Förderverein St. Klara umbenannt.